# جيمس ياب
جيمس ياب (بالتاغالوغية: James Yap) مواليد 15 فبراير 1982 في الفلبين، هو لاعب كرة سلة فلبيني. بدأ مسيرته الاحترافية في سنة 2004. يلعب في الرابطة الفلبينية لكرة السلة. يحمل الرقم 18. يبلغ طوله 6 قدم 3 بوصة (1.9 م). مثّل منتخب بلاده.